# Pima (Arizona)
Pima es un pueblo ubicado en el condado de Graham en el estado estadounidense de Arizona. En el Censo de 2010 tenía una población de 2387 habitantes y una densidad poblacional de 155,47 personas por km².

## Geografía
Pima se encuentra ubicado en las coordenadas 32°53′35″N 109°50′36″O / 32.89306, -109.84333. Según la Oficina del Censo de los Estados Unidos, Pima tiene una superficie total de 15.35 km², de la cual 15.24 km² corresponden a tierra firme y (0.76%) 0.12 km² es agua.

## Demografía
Según el censo de 2010, había 2.387 personas residiendo en Pima. La densidad de población era de 155,47 hab./km². De los 2.387 habitantes, Pima estaba compuesto por el 87.39% blancos, el 0.38% eran afroamericanos, el 0.63% eran amerindios, el 0.13% eran asiáticos, el 0.13% eran isleños del Pacífico, el 7.71% eran de otras razas y el 3.64% pertenecían a dos o más razas. Del total de la población el 20.95% eran hispanos o latinos de cualquier raza.